# Orden vom Eisernen Dreiblatt

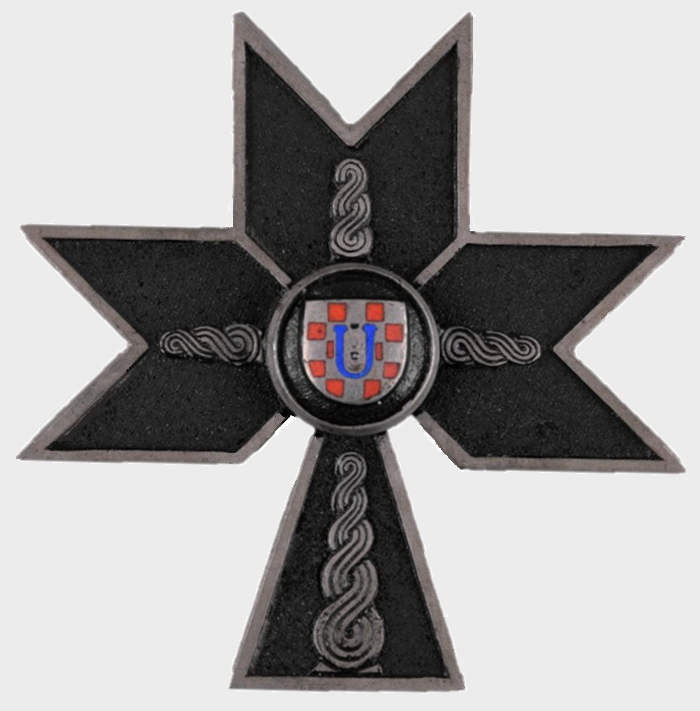
Orden vom Eisernen Dreiblatt, II. Klasse (Steckkreuz)

Der Orden vom Eisernen Dreiblatt (kroatisch Vojnički red željeznog trolista) war eine staatliche Auszeichnung des Unabhängigen Staates Kroatien (NDH). Der Verdienstorden wurde am 27. Dezember 1941 durch den Staatsführer Ante Pavelić gestiftet. Als höchster Militärorden des Landes wurde er an Offiziere, Unteroffiziere und Mannschaften der Streitkräfte verliehen. Eine Verleihung an Ausländer war möglich, solange die Verleihungskriterien erfüllt wurden.

## Ordensklassen
Der Orden besteht aus vier Klassen und konnte bei außergewöhnlichen Verdiensten auch mit Eichenlaub verliehen werden.
- I. Klasse
- II. Klasse
- III. Klasse
- IV. Klasse

Den Inhabern der I. und II. Klasse stand das Recht zu, den Titel vitez (Ritter) im Namen zu führen.

## Ordensdekoration
Das Ordenszeichen ist ein aus schwarzem Eisen gefertigtes Kroatisches Dreiblatt (auch als Kroatisches Kreuz bezeichnet) mit einem silbernen Rand. Auf den Kreuzarmen sind senkrecht bzw. waagerecht gewundene Ornamente zu sehen. Im Medaillon das emaillierte Wappen Kroatiens und darauf der blau emaillierte Buchstabe U (Ustascha). Bei Verleihung mit Eichenlaub war das Medaillon von einem nach oben offenen, grün emaillierten Eichenkranz umschlossen.
Auf der Rückseite des Ordenszeichens findet sich auf den waagerechten Kreuzarmen die Inschrift ZA DOM SPREMNI (Für das Vaterland bereit). Im oberen Kreuzarm die Ziffern 10.IV. und im unteren 1941
(Gründungsdatum des Unabhängigen Staates Kroatien).

## Trageweise
Die I. Klasse wurde als Halsorden, die II. Klasse als Steckkreuz, die III. Klasse am Band durch das 2. Knopfloch der Uniform sowie die IV. Klasse an einem Dreiecksband auf der linken Brustseite getragen.
Das Ordensband ist rot mit breiten weißen Randstreifen.